# Rejkovice (Jince)
Rejkovice jsou vesnice a část městyse Jince v okrese Příbram ve Středočeském kraji. Nachází se asi 2,5 kilometru severně od Jinců. Vesnicí protéká Litavka. Vesnicí prochází silnice II/118. Rejkovice jsou také název katastrálního území o rozloze 7,55 km².

## Historie
První písemná zmínka o vesnici pochází z roku 1454.
V Rejkovicích byly v roce 1932 evidovány tyto živnosti a obchody: dva hostince, mlýn, výroba kovového nábytku, pokrývač, rolník, obchod se smíšeným zbožím, trafika.

## Obyvatelstvo
| Rok            | 1869 | 1880 | 1890 | 1900 | 1910 | 1921 | 1930 | 1950 | 1961 | 1970 | 1980 | 1991 | 2001 | 2011 | 2021 |
| -------------- | ---- | ---- | ---- | ---- | ---- | ---- | ---- | ---- | ---- | ---- | ---- | ---- | ---- | ---- | ---- |
| Počet obyvatel | 219  | 233  | 273  | 257  | 238  | 195  | 164  | 142  | 128  | 123  | 105  | 96   | 95   | 109  | 112  |
| Počet domů     | 31   | 31   | 31   | 36   | 32   | 33   | 36   | 41   | 38   | 40   | 38   | 45   | 47   | 49   | 53   |

## Obecní správa
Při sčítání lidu v letech 1850–1929 Rejkovice byly osadou městyse Jince v okrese Hořovice. V letech 1930–1976 byly samostatnou obcí, se kterým patřily nejprve do okresu Hořovice, ale od roku 1960 v okrese Příbram. Od 1. dubna 1976 jsou opět částí městyse Jince v okrese Příbram.

## Pamětihodnosti
- Hradiště Plešivec z mladší a pozdní doby bronzové na stejnojmenném vrchu[8]